# Bolbitis taylorii
Bolbitis taylorii är en träjonväxtart som först beskrevs av Bailey, och fick sitt nu gällande namn av Ren-Chang Ching. Bolbitis taylorii ingår i släktet Bolbitis och familjen Dryopteridaceae. Inga underarter finns listade.